# Experimental Mathematics
Experimental Mathematics ist eine in englischer Sprache erscheinende mathematische Fachzeitschrift, die von Taylor & Francis seit 1992 herausgegeben wird. 
Sie veröffentlicht nach eigenen Angaben “original papers featuring formal results inspired by experimentation, conjectures suggested by experiments, and data supporting significant hypotheses.”